# Валь-д'Уар-е-Гартамп
Валь-д'Уар-е-Гартамп (фр. Val-d'Oire-et-Gartempe) — муніципалітет у Франції, у регіоні Нова Аквітанія, департамент Верхня В'єнна. Валь-д'Уар-е-Гартамп утворено 1 січня 2019 року шляхом злиття муніципалітетів Бюсьєр-Пуатвін, Дарнак, Сен-Барбан i Тія. Адміністративним центром муніципалітету є Бюсьєр-Пуатвін. Населення — 1691 особа (01.01.2021).